# Lóránd Hanna
Lóránd Hanna, született: Woppera Janka (Újpest, 1927. január 22. – Budapest, 2015. január 1.) Jászai Mari-díjas magyar színésznő.

## Élete és pályafutása
1946-ban végezte el az Országos Színészképző Iskolát. Pályafutását a Magyar Színházban kezdte. 1947 és 1950 között a Madách Színház társulatának a tagja volt. 1950-től az Úttörő Színház illetve a Jókai Színház művésze volt. 1955 és 1964 között különböző vidéki színházakban szerepelt. Tagja volt az egri, a szolnoki, a kaposvári és a miskolci társulatnak. 1964-ben visszatért Budapestre és a József Attila Színház tagja lett egészen 1982-ig.
1949-ben kötött házasságot Ruttkai Ottó Jászai Mari-díjas színésszel, színházigazgatóval, akitől két fia, András (1950–) és György (1958–) született.

## Színpadi szerepeiből
- Shakespeare: Hamlet (Ophelia)
- Heltai Jenő: A néma levente (Zilia)
- G. B. Shaw: Szent Johanna (Szent Johanna)
- Arthur Miller: A salemi boszorkányok (Ann Putnam)
- Fejes Endre: Rozsdatemető (Seresné)

## Filmjei
| - Kis Katalin házassága (1950) – Zsuzsi - Falak (1967) – Hölgyvendég II. - Amerikai cigaretta (1978) – Házmesterné | - A bunda (1966) – Motesné - Valaki csenget (1968) - Mindannyiotok lelkiismerete megnyugodhat… (1970) - Mikrobi I. (1973, rajzfilmsorozat) – Irina (Anya) (hang) - 12 egy tucat (1974) - Utolsó padban (1975) – Fetter néni - Petőfi (1977, tévésorozat) - Az ember evvel a nagy sebével (1980) - A tenger (1982, tévésorozat) |

## Szinkronszerepei
| Év   | Cím                                         | Szereplő            | Színész              | Szinkron év |
| ---- | ------------------------------------------- | ------------------- | -------------------- | ----------- |
| 1938 | A művészbejáró                              | Clémence            | Sylvie               | 1975        |
| 1939 | Várlak…                                     | Nagymama            | Marija Uszpenszkaja  | 2001        |
| 1948 | A repülő szekrény (1. magyar szinkron)      | N/A                 | N/A                  | 1981        |
| 1954 | Emil és a detektívek (2. magyar szinkron)   | N/A                 | N/A                  | 1999        |
| 1957 | Maigret csapdát állít                       | N/A                 | N/A                  | 1999        |
| 1959 | Maigret és a Saint-Fiacre ügy               | N/A                 | N/A                  | 1999        |
| 1965 | Help!                                       | Másik szomszédnő    | Dandy Nichols        | 1993        |
| 1976 | Az Olsen-banda 08.: Az Olsen-banda bosszúja | N/A                 | N/A                  | 1997        |
| 1984 | Star Trek 3. – Spock nyomában               | Vulcani főpapnő     | Judith Anderson      | 1990        |
| 1985 | Az én kis falum                             | N/A                 | N/A                  | 1987        |
| 1985 | Csak egy tánc volt                          | N/A                 | N/A                  | 1997        |
| 1985 | Románc az Orient expresszen                 | Beatrice            | Renée Asherson       | 1986        |
| 1987 | Kőhalmok Ibarrában                          | N/A                 | N/A                  | 1990        |
| 1988 | Veszedelmes viszonyok                       | Madame de Rosemonde | Mildred Natwick      | 1989        |
| 1993 | Süvölvényévek                               | N/A                 | N/A                  | 2008        |
| 1995 | A boldogság a réten van                     | N/A                 | N/A                  | 1997        |
| 1996 | A repülés hercege                           | N/A                 | N/A                  | 1997        |
| 1996 | A sámán ereje                               | N/A                 | N/A                  | 1998        |
| 1996 | Kísértet sofőrrel                           | N/A                 | N/A                  | 1997        |
| 1997 | Kundun (1. magyar szinkron)                 | Idős nő             | Gawa Youngdung       | 1999        |
| 1998 | Ha szeretsz, meghalsz!                      | Madame Francine     | Frédérique Meininger | 2000        |
| 1999 | A lápvidék gyermekei                        | N/A                 | N/A                  | 2000        |
| 2003 | Mióta Otar elment                           | N/A                 | N/A                  | 2004        |

## Díjai
- Jászai Mari-díj (1964)
- SZOT-díj (1980)